# Roland Linz
Roland Linz (* 9. August 1981 in Leoben) ist ein ehemaliger österreichischer Fußballspieler.

## Karriere
Roland Linz begann seine Karriere als Nachwuchsspieler beim DSV Leoben. Im Alter von 15 Jahren wechselte der Stürmer 1997 für zwei Jahre nach Deutschland zur Jugendmannschaft des TSV 1860 München. In München hatte er eine eigene Wohnung, verdiente bei seinem Klub 500 Mark und hatte durch den Verkauf von Eintrittskarten, die er vom Verein zur Verfügung gestellt bekommen hatte, ein zusätzliches Einkommen. Anschließend kehrte er zu seinem Heimatverein in Leoben zurück, wo er bereits mit 19 Jahren zum besten Torjäger seines Klubs in der zweitklassigen Ersten Division wurde. Nach 21 Toren in der Saison 2000/01 unterschrieb der Steirer beim FK Austria Wien in der Bundesliga.
Linz konnte sich rasch etablieren, machte in seinem ersten Bundesligajahr acht Tore und spielte sich sogar in die Nationalmannschaft, für die er am 27. März 2002 gegen die Slowakei in Graz bei einem 2:0-Sieg sein Debüt gab. In der Saison 2002/03 konnte Linz zudem mit den Veilchen die Meisterschaft und den ÖFB-Cup gewinnen, wurde von Christoph Daum aber immer seltener eingesetzt und hatte ab der sechsten Runde keinen Einsatz mehr über die volle Distanz zu verzeichnen.
So wurde Linz in der Saison 2003/04 an VfB Admira Wacker Mödling verliehen, mit 15 Treffern war er der Nichtabstiegsgarant der Mödlinger und wurde anschließend vom OGC Nizza verpflichtet. Beim französischen Verein verlor er seinen Stammplatz im Laufe der Herbstsaison und kehrte im Winter 2005 nach Österreich zurück, wo er die restliche Saison für den SK Sturm Graz tätig war und dabei vier Tore erzielte.
In der Saison 2005/06 spielte Linz wieder als Stürmer für die Wiener Austria, wurde österreichischer Torschützenkönig und holte mit dem Klub den Meistertitel und ÖFB-Cup. Zugleich gelang es ihm durch eine starke Leistung, gekrönt durch zwei Tore, gegen Polen in Chorzów sich im September 2005 als Stammspieler im Sturm der Nationalmannschaft zu etablieren. Nach dieser erfolgreichen Spielzeit wechselte der Torjäger zu Boavista Porto in die erste portugiesische Liga, in der er in seiner ersten Saison zehn Tore erzielte.
Im August 2007 erfolgte ein ligainterner Wechsel zu Sporting Braga, wo Linz rasch Fuß fassen konnte. In der Liga gelangen ihm dabei im ersten Spieljahr elf Treffer sowie fünf weitere in der Hauptrunde des UEFA-Cup 2007/08, in dem er mit seiner Mannschaft das Sechzehntelfinale erreichte. Nach einer herben öffentlichen Kritik von ÖFB-Präsident Friedrich Stickler im September 2007 wurde der Stürmer aber für ein knappes halbes Jahr nicht mehr für die Nationalmannschaft berücksichtigt. 2008 nahm er mit der österreichischen Nationalmannschaft an der Europameisterschaft teil.
Am 30. Jänner 2009 wechselte er leihweise bis Saisonende 2008/09 zum Schweizer Grasshopper Club Zürich, danach in die Türkei zu Gaziantepspor. Der Vertrag wurde aber im Jänner 2010 einvernehmlich aufgelöst. Am 1. Februar 2010 unterschrieb Linz einen Halbjahresvertrag mit Option auf drei weitere Jahre beim FK Austria Wien. Diese Option wurde vom Verein gezogen. Somit war Linz bis zum 30. Juni 2013 an den Verein gebunden. Am Ende der Saison 2010/11 wurde Linz mit 21 Toren erneut Torschützenkönig der höchsten österreichischen Spielklasse. Nachdem er 2012 beim FK nur sehr selten zum Einsatz gekommen war, wurde der Vertrag vorzeitig aufgelöst und er wechselte am 10. Jänner 2013 zum thailändischen Klub Muangthong United, bei dem er einen Kontrakt für zwei Jahre plus Option auf ein weiteres Jahr unterschrieb. Im Jänner 2014 wechselte Linz zurück in die portugiesische Liga zu Belenenses Lissabon, wo der Vertrag jedoch am 30. Juni 2014 endete. Seither ist er vereinslos.

## Titel und Erfolge
- 2 × Österreichischer Torschützenkönig: 2006, 2011
- 2 × Österreichischer Meister: 2003, 2006
- 2 × Österreichischer Cupsieger: 2003, 2006
- 1 × Young Star des Jahres in der Ersten Division: 2001

## Privates
Von 2006 bis Februar 2008 war Linz mit der Schwimmerin Fabienne Nadarajah liiert.